# Aphaenogaster faureli
Aphaenogaster faureli é uma espécie de inseto do gênero Aphaenogaster, pertencente à família Formicidae.